# 6 Armia Pancerna (ZSRR)
6 Armia Pancerna (ros. 6-я танковая армия) – związek operacyjny Armii Czerwonej z okresu II wojny światowej, przemianowany na 6 Gwardyjską Armię Pancerną.
Jednostka sformowana 24 stycznia 1944 roku jako 6 Armia Pancerna pod dowództwem gen. por. wojsk pancernych A.G. Krawczenki.  Przeciw wojskom niemieckim uczestniczyła, prowadząc działania bojowe w ramach: operacji korsuńsko-szewczenkowskiej (I–II 1944 r.), operacji humańsko-batoszańskiej (III–IV 1944 r.) i operacji jasko-kiszyniowskiej (VIII 1944 r.). W dniu 12 września 1944 roku została przemianowana na 6 Gwardyjską Armię Pancerną.

## Dowódcy armii
- gen. por. wojsk pancernych (od października 1944) gen. płk wojsk pancernych Andriej Krawczenko (I 1944 – 12 IX 1944)

## Struktura organizacyjna
- 5 Gwardyjski Korpus Pancerny
- 9 Gwardyjski Korpus Zmechanizowany